# Jeffery (autoblindo)
Il Jeffery Armored Car No.1 era un'autoblindo sviluppata nel 1915 dalla Thomas B. Jeffery Company, che aveva sede a Kenosha, nel Wisconsin.
Questo veicolo fu costruito sul telaio dell'autocarro a quattro ruote motrici Jeffery Quad e fu utilizzato nel 1916 durante la spedizione guidata dal generale John Pershing contro il rivoluzionario messicano Pancho Villa, ma solo come mezzo di addestramento, a Columbus, nel Nuovo Messico. Non ci sono testimonianze riguardo a un uso durante i combattimenti effettuati durante tale spedizione.
Una serie di autoblindo Jeffrey fu prodotta nel 1916 per il Regno Unito, che la usò in India.
Un modello differente di questo autoblindo fu prodotto in Russia, con il nome di "Jeffery-Poplavko".